# Yeliz Şar

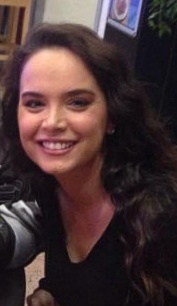
Yeliz Şar

Lara Yeliz Şar (* 30. Mai 1977 in Deutschland) ist eine türkische Schauspielerin.

## Biografie
Şar wurde am 30. Mai 1977 in Deutschland geboren. Sie studierte an der Marmara-Universität. Ihr Debüt gab sie 2001 in der Fernsehserie Aşkına Eşkiya. Anschließend trat sie 2005 in Sensiz Olmuyor auf. Zwischen 2012 und 2013 war sie in der Serie İşler Güçler zu sehen. Außerdem bekam sie 2015 in dem Film Öğrenci İşleri die Hauptrolle.
Von 2013 bis 2017 war Şar mit den türkischen Schauspieler Tolga Güleç verheiratet. 2018 wurde sie für die Serie Yasak Elma gecastet. Unter anderem spielte Şar 2023 in Kısmet mit.

## Filmografie (Auswahl)
Filme
- 2012: Elveda Katya
- 2015: Öğrenci İşleri

Serien
- 2001: Aşkına Eşkiya
- 2002: Kardelen
- 2003: Rabia
- 2005: Sensiz Olmuyor
- 2006: Yaprak Dökümü
- 2008–2010: Kollama
- 2012–2013: İşler Güçler
- 2018: Yasak Elma
- 2023: Kısmet